# Autorretrato (Renoir, 1899)
Autorretrato é uma obra pintada por Renoir em 1899. É um óleo sobre tela medindo 41 cm por 33 cm. Atualmente está em exibição em Williamstown (Massachusetts), no Clark Art Institute.

## Descrição
Nesta pintura, Renoir se retratou aos 58 anos com um chapéu branco. Seu rosto exala uma sensação de calma e alívio. A obra apresenta uma visão de perto de Renoir, com o artista retratado quase preenchendo a tela. O chapéu de aba projeta uma sombra sobre sua testa, revelando sutilmente os olhos que olham diretamente para o observador, criando uma expressão envolvente e um tanto introspectiva. O rosto maduro de Renoir é representado com uma barba e bigode suaves, e os tons de pele são retratados com os traços quentes e vibrantes característicos da pintura impressionista. O fundo é representado em pinceladas soltas e indefinidas, proporcionando um contraste harmonioso ao tratamento mais detalhado do rosto e das roupas..